# Lipceni, Rezina
Lipceni este un sat din raionul Rezina, Republica Moldova.

## Administrație și politică
Componența Consiliului local Lipceni (9 consilieri), ales la 5 noiembrie 2023, este următoarea:
|  | Partid                                       | Consilieri | Componență | Componență | Componență | Componență | Componență |
|  | -------------------------------------------- | ---------- | ---------- | ---------- | ---------- | ---------- | ---------- |
|  | Partidul Schimbării                          | 5          |            |            |            |            |            |
|  | Partidul Acțiune și Solidaritate             | 3          |            |            |            |            |            |
|  | Partidul Socialiștilor din Republica Moldova | 1          |            |            |            |            |            |